# Phase à élimination directe de la Coupe du monde de rugby à XV 2023
La phase à élimination directe de la Coupe du monde de rugby à XV 2023  oppose les huit équipes qualifiées à l'issue du premier tour. Ces équipes se rencontrent dans des matchs à élimination directe à partir des quarts de finale.

## Règlement
Le vainqueur de chaque match est qualifié pour la phase suivante.
En cas de nul à l'issue du temps réglementaire, deux prolongations de dix minutes sont jouées. En cas de nul à l'issue de ces deux prolongations, une autre prolongation en « mort subite » de dix minutes est mise en place, la première équipe qui marque dans cette période remporte la rencontre. Si aucune équipe n'inscrit de points dans cette période, des tirs au but sont alors organisés avec cinq joueurs de chaque équipe. Au bout des dix tirs, l'équipe qui dispose d'une marge décisive remporte le match. Cependant, si les dix tirs n'ont pas départagés les équipes, les tirs au but sont prolongés sur la base d'une nouvelle mort subite, le premier tireur qui rate son tir concède la victoire.

## Tableau
Après la phase de groupes, les huit équipes qualifiées sont celles classées aux deux premières places de chaque poule, :
| Poule A          | Poule B        | Poule C        | Poule D    |
| ---------------- | -------------- | -------------- | ---------- |
| France           | Irlande        | Pays de Galles | Angleterre |
| Nouvelle-Zélande | Afrique du Sud | Fidji          | Argentine  |

|  | Quarts de finale                   | Quarts de finale                   | Quarts de finale                   | Quarts de finale                   |                  |                  | Demi-finales                       | Demi-finales                       | Demi-finales                       | Demi-finales                       |                                    |                                    | Finale                             | Finale                             | Finale                             | Finale                             |
|  |                                    |                                    |                                    |                                    |                  |                  |                                    |                                    |                                    |                                    |                                    |                                    |                                    |                                    |                                    |                                    |
|  | 14 octobre 2023 au stade Vélodrome | 14 octobre 2023 au stade Vélodrome | 14 octobre 2023 au stade Vélodrome | 14 octobre 2023 au stade Vélodrome |                  |                  | 20 octobre 2023 au stade de France | 20 octobre 2023 au stade de France | 20 octobre 2023 au stade de France | 20 octobre 2023 au stade de France |                                    |                                    | 28 octobre 2023 au stade de France | 28 octobre 2023 au stade de France | 28 octobre 2023 au stade de France | 28 octobre 2023 au stade de France |
|  | 14 octobre 2023 au stade Vélodrome | 14 octobre 2023 au stade Vélodrome | 14 octobre 2023 au stade Vélodrome | 14 octobre 2023 au stade Vélodrome |                  |                  | 20 octobre 2023 au stade de France | 20 octobre 2023 au stade de France | 20 octobre 2023 au stade de France | 20 octobre 2023 au stade de France |                                    |                                    | 28 octobre 2023 au stade de France | 28 octobre 2023 au stade de France | 28 octobre 2023 au stade de France | 28 octobre 2023 au stade de France |
|  | C1                                 | Pays de Galles                     | 17                                 | 17                                 |                  |                  | 20 octobre 2023 au stade de France | 20 octobre 2023 au stade de France | 20 octobre 2023 au stade de France | 20 octobre 2023 au stade de France |                                    |                                    | 28 octobre 2023 au stade de France | 28 octobre 2023 au stade de France | 28 octobre 2023 au stade de France | 28 octobre 2023 au stade de France |
|  | C1                                 | Pays de Galles                     | 17                                 | 17                                 |                  |                  | 20 octobre 2023 au stade de France | 20 octobre 2023 au stade de France | 20 octobre 2023 au stade de France | 20 octobre 2023 au stade de France |                                    |                                    | 28 octobre 2023 au stade de France | 28 octobre 2023 au stade de France | 28 octobre 2023 au stade de France | 28 octobre 2023 au stade de France |
|  | D2                                 | Argentine                          | 29                                 | 29                                 |                  |                  | 20 octobre 2023 au stade de France | 20 octobre 2023 au stade de France | 20 octobre 2023 au stade de France | 20 octobre 2023 au stade de France |                                    |                                    | 28 octobre 2023 au stade de France | 28 octobre 2023 au stade de France | 28 octobre 2023 au stade de France | 28 octobre 2023 au stade de France |
|  | D2                                 | Argentine                          | 29                                 | 29                                 | Argentine        | Argentine        | 6                                  | 6                                  |                                    |                                    |                                    |                                    | 28 octobre 2023 au stade de France | 28 octobre 2023 au stade de France | 28 octobre 2023 au stade de France | 28 octobre 2023 au stade de France |
|  | 14 octobre 2023 au stade de France |                                    |                                    |                                    | Argentine        | Argentine        | 6                                  | 6                                  |                                    |                                    |                                    |                                    | 28 octobre 2023 au stade de France | 28 octobre 2023 au stade de France | 28 octobre 2023 au stade de France | 28 octobre 2023 au stade de France |
|  |                                    |                                    | Nouvelle-Zélande                   | Nouvelle-Zélande                   | 44               | 44               |                                    |                                    |                                    |                                    |                                    |                                    | 28 octobre 2023 au stade de France | 28 octobre 2023 au stade de France | 28 octobre 2023 au stade de France | 28 octobre 2023 au stade de France |
|  | B1                                 | Irlande                            | Nouvelle-Zélande                   | Nouvelle-Zélande                   | 44               | 44               | 24                                 | 24                                 |                                    |                                    |                                    |                                    | 28 octobre 2023 au stade de France | 28 octobre 2023 au stade de France | 28 octobre 2023 au stade de France | 28 octobre 2023 au stade de France |
|  | B1                                 | Irlande                            | 21 octobre 2023 au stade de France |                                    |                  |                  | 24                                 | 24                                 |                                    |                                    |                                    |                                    | 28 octobre 2023 au stade de France | 28 octobre 2023 au stade de France | 28 octobre 2023 au stade de France | 28 octobre 2023 au stade de France |
|  | A2                                 | Nouvelle-Zélande                   | 28                                 | 28                                 |                  |                  |                                    |                                    |                                    |                                    |                                    |                                    | 28 octobre 2023 au stade de France | 28 octobre 2023 au stade de France | 28 octobre 2023 au stade de France | 28 octobre 2023 au stade de France |
|  | A2                                 | Nouvelle-Zélande                   | 28                                 | 28                                 | Nouvelle-Zélande | Nouvelle-Zélande | 11                                 | 11                                 |                                    |                                    |                                    |                                    |                                    |                                    |                                    |                                    |
|  | 15 octobre 2023 au stade Vélodrome |                                    |                                    |                                    | Nouvelle-Zélande | Nouvelle-Zélande | 11                                 | 11                                 |                                    |                                    |                                    |                                    |                                    |                                    |                                    |                                    |
|  |                                    |                                    | Afrique du Sud                     | Afrique du Sud                     | 12               | 12               |                                    |                                    |                                    |                                    |                                    |                                    |                                    |                                    |                                    |                                    |
|  | D1                                 | Angleterre                         | Afrique du Sud                     | Afrique du Sud                     | 12               | 12               | 30                                 | 30                                 |                                    |                                    |                                    |                                    |                                    |                                    |                                    |                                    |
|  | D1                                 | Angleterre                         |                                    |                                    |                  |                  |                                    |                                    |                                    |                                    |                                    |                                    |                                    |                                    |                                    |                                    |
|  | C2                                 | Fidji                              | 24                                 | 24                                 |                  |                  |                                    |                                    |                                    |                                    |                                    |                                    |                                    |                                    |                                    |                                    |
|  | C2                                 | Fidji                              | 24                                 | 24                                 | Angleterre       | Angleterre       | 15                                 | 15                                 | Match pour la troisième place      | Match pour la troisième place      | Match pour la troisième place      | Match pour la troisième place      |                                    |                                    |                                    |                                    |
|  | 15 octobre 2023 au stade de France |                                    |                                    |                                    | Angleterre       | Angleterre       | 15                                 | 15                                 | Match pour la troisième place      | Match pour la troisième place      | Match pour la troisième place      | Match pour la troisième place      |                                    |                                    |                                    |                                    |
|  |                                    |                                    | Afrique du Sud                     | Afrique du Sud                     | 16               | 16               |                                    |                                    | 27 octobre 2023 au stade de France | 27 octobre 2023 au stade de France | 27 octobre 2023 au stade de France | 27 octobre 2023 au stade de France |                                    |                                    |                                    |                                    |
|  | A1                                 | France                             | Afrique du Sud                     | Afrique du Sud                     | 16               | 16               | 28                                 | 28                                 | 27 octobre 2023 au stade de France | 27 octobre 2023 au stade de France | 27 octobre 2023 au stade de France | 27 octobre 2023 au stade de France |                                    |                                    |                                    |                                    |
|  | A1                                 | France                             |                                    |                                    |                  |                  |                                    | 28                                 |                                    |                                    | Argentine                          | Argentine                          | 23                                 | 23                                 |                                    |                                    |
|  | B2                                 | Afrique du Sud                     | 29                                 | 29                                 |                  |                  |                                    |                                    |                                    |                                    | Argentine                          | Argentine                          | 23                                 | 23                                 |                                    |                                    |
|  | B2                                 | Afrique du Sud                     | 29                                 | 29                                 | Angleterre       | Angleterre       | 26                                 | 26                                 |                                    |                                    |                                    |                                    |                                    |                                    |                                    |                                    |
|  |                                    |                                    |                                    |                                    |                  |                  |                                    |                                    |                                    |                                    |                                    |                                    |                                    |                                    |                                    |                                    |

## Quarts de finale

### Pays de Galles - Argentine
Homme du match :  Emiliano Boffelli
Points marqués :

Pays de Galles : 
- 2 essais de Biggar (15e) et T. Williams (57e)
- 2 transformations de Biggar (15e, 57e)
- 1 pénalité de Biggar (21e)

Argentine :
- 2 essai de Sclavi (68e) et Sánchez (77e)
- 2 transformations de Boffelli (68e, 77e)
- 5 pénalités de Boffelli (39e, 40e+4, 44e, 45e) et Sánchez (80e)

Évolution du score : 7-0, 10-0, 10-3 10-6, 10-9, 10-12, 17-12, 17-19, 17-26, 17- 29
Arbitre :  Jaco Peyper puis (16e)  Karl Dickson 
Touche :  Karl Dickson puis  Jordan Way (en) /  Andrea Piardi
Vidéo :  Marius Jonker
Résumé :
|  |  |

| Pays de Galles Titulaires 15 Liam Williams 14 Louis Rees-Zammit 13 George North 12 Nick Tompkins 11 Josh Adams 10 Dan Biggar 9 Gareth Davies 8 Aaron Wainwright 7 Tommy Reffell 6 Jac Morgan 5 Adam Beard 4 Will Rowlands 3 Tomas Francis 2 Ryan Elias 1 Gareth Thomas Remplaçants 16 Dewi Lake 17 Corey Domachowski 18 Dillon Lewis 19 Dafydd Jenkins 20 Christ Tshiunza 21 Tomos Williams 22 Sam Costelow 23 Rio Dyer Entraîneur Warren Gatland |  | Argentine Titulaires Juan Cruz Mallía 15 Emiliano Boffelli 14 Lucio Cinti 13 Santiago Chocobares 12 Mateo Carreras 11 Santiago Carreras 10 Tomás Cubelli 9 Facundo Isa 8 Marcos Kremer 7 Juan Martín González 6 Tomás Lavanini 5 Guido Petti Pagadizábal 4 Francisco Gómez Kodela 3 Julián Montoya 2 Thomas Gallo 1 Remplaçants Agustín Creevy 16 Joel Sclavi 17 Eduardo Bello 18 Matías Alemanno 19 Rodrigo Bruni 20 Lautaro Bazán 21 Nicolás Sánchez 22 Matías Moroni 23 Entraîneur Michael Cheika |

### Irlande - Nouvelle-Zélande
Homme du match :  Ardie Savea
Points marqués :

Irlande :
- 3 essais de Aki (27e), Gibson-Park (39e) et de pénalité (63e)
- 3 transformations de Sexton (27e, 39e) et de pénalité (63e)
- 1 pénalité de Sexton (24e)

Nouvelle-Zélande :
- 3 essais de Fainga'anuku (20e), Savea (33e) et Jordan (53e)
- 2 transformation de Mo'unga (20e) et J. Barrett (53e)
- 3 pénalités de Mo'unga (9e) et J. Barrett (15e, 68e)

Évolution du score : 0-3, 0-10, 0-13, 3-13, 10-13, 10-18, 17-18, 17-25, 24-25, 24-28
Arbitre :  Wayne Barnes 
Touche :  Matthew Carley /  Christophe Ridley (en) 
Vidéo :  Tom Foley
Résumé :
|  |  |

| Irlande Titulaires 15 Hugo Keenan 14 Mack Hansen 13 Garry Ringrose 12 Bundee Aki 11 James Lowe 10 Jonathan Sexton 9 Jamison Gibson-Park 8 Caelan Doris 7 Josh van der Flier 6 Peter O'Mahony 5 Iain Henderson 4 Tadhg Beirne 3 Tadhg Furlong 2 Dan Sheehan 1 Andrew Porter Remplaçants 16 Rónan Kelleher 17 David Kilcoyne 18 Finlay Bealham 19 Joe McCarthy 20 Jack Conan 21 Conor Murray 22 Jack Crowley 23 Jimmy O'Brien Entraîneur Andy Farrell |  | Nouvelle-Zélande Titulaires Beauden Barrett 15 Will Jordan 14 Rieko Ioane 13 Jordie Barrett 12 Leicester Fainga'anuku 11 Richie Mo'unga 10 Aaron Smith 9 Ardie Savea 8 Sam Cane 7 Shannon Frizell 6 Scott Barrett 5 Brodie Retallick 4 Tyrel Lomax 3 Codie Taylor 2 Ethan de Groot 1 Remplaçants Dane Coles 16 Tamaiti Williams 17 Fletcher Newell 18 Sam Whitelock 19 Dalton Papali'i 20 Finlay Christie 21 Damian McKenzie 22 Anton Lienert-Brown 23 Entraîneur Ian Foster |

### Angleterre - Fidji
Homme du match :  Owen Farrell
Points marqués :

Angleterre :
- 2 essais de Tuilagi (14e) et Marchant (23e)
- 1 transformation de Farrell (23e)
- 5 pénalités de Farrell (11e, 34e, 38e, 54e, 77e)
- 1 drop de Farrell (71e)

Fidji :
- 3 essais de Mata (28e), Ravai (64e) et Botitu (68e)
- 3 transformations de Lomani (28e) et Kuruvoli (64e, 68e)
- 1 pénalité de Lomani (20e)

Évolution du score : 3-0, 8-0, 8-3, 15-3, 15-10, 18-10 21-10, 24-10, 24-17, 24-24, 27-24, 30-24 
Arbitre :  Mathieu Raynal 
Touche :  Nic Berry /  Pierre Brousset 
Vidéo :  Ben Whitehouse (en)
Résumé :
|  |  |

| Angleterre Titulaires 15 Marcus Smith 14 Jonny May 13 Joe Marchant 12 Manu Tuilagi 11 Elliot Daly 10 Owen Farrell 9 Alex Mitchell 8 Ben Earl 7 Tom Curry 6 Courtney Lawes 5 Ollie Chessum 4 Maro Itoje 3 Dan Cole 2 Jamie George 1 Ellis Genge Remplaçants 16 Theo Dan 17 Joe Marler 18 Kyle Sinckler 19 George Martin 20 Billy Vunipola 21 Danny Care 22 George Ford 23 Ollie Lawrence Entraîneur Steve Borthwick |  | Fidji Titulaires Ilaisa Droasese 15 Vinaya Habosi 14 Waisea Nayacalevu 13 Josua Tuisova 12 Semi Radradra 11 Vilimoni Botitu 10 Frank Lomani 9 Viliame Mata 8 Levani Botia 7 Lekima Tagitagivalu 6 Albert Tuisue 5 Isoa Nasilasila 4 Luke Tagi 3 Tevita Ikanivere 2 Eroni Mawi 1 Remplaçants Sam Matavesi 16 Peni Ravai 17 Mesake Doge 18 Meli Derenalagi 19 Vilive Miramira 20 Simione Kuruvoli 21 Iosefo Masi 22 Sireli Maqala 23 Entraîneur Simon Raiwalui |

### France - Afrique du Sud
Homme du match :  Bongi Mbonambi
Points marqués :

France :
- 3 essais de Baille (5e, 31e) et Mauvaka (21e)
- 2 transformations de Ramos (5e, 31e)
- 3 pénalités de Ramos (40e, 53e, 72e)

Afrique du Sud :
- 4 essais de Arendse (8e), de Allende (18e), Kolbe (26e) et Etzebeth (66e)
- 3 transformations de Libbok (8e, 26e, 66e)
- 1 pénalité de Pollard (68e)

Évolution du score : 7-0, 7-7, 7-12, 12-12, 12-19, 19-19, 22-19, 25-19, 25-26, 25-29, 28-29 
Arbitre :  Ben O'Keeffe 
Touche :  James Doleman (en) /  Paul Williams 
Vidéo :  Brendon Pickerill (en)
Résumé :
|  |  |

| France Titulaires 15 Thomas Ramos 14 Damian Penaud 13 Gaël Fickou 12 Jonathan Danty 11 Louis Bielle-Biarrey 10 Matthieu Jalibert 9 Antoine Dupont 8 Grégory Alldritt 7 Charles Ollivon 6 Anthony Jelonch 5 Thibaud Flament 4 Cameron Woki 3 Uini Atonio 2 Peato Mauvaka 1 Cyril Baille Remplaçants 16 Pierre Bourgarit 17 Reda Wardi 18 Dorian Aldegheri 19 Romain Taofifénua 20 François Cros 21 Sekou Macalou 22 Maxime Lucu 23 Yoram Moefana Entraîneur Fabien Galthié |  | Afrique du Sud Titulaires Damian Willemse 15 Kurt-Lee Arendse 14 Jesse Kriel 13 Damian de Allende 12 Cheslin Kolbe 11 Manie Libbok 10 Cobus Reinach 9 Duane Vermeulen 8 Pieter-Steph du Toit 7 Siya Kolisi 6 Franco Mostert 5 Eben Etzebeth 4 Frans Malherbe 3 Bongi Mbonambi 2 Steven Kitshoff 1 Remplaçants Deon Fourie 16 Ox Nché 17 Vincent Koch 18 RG Snyman 19 Kwagga Smith 20 Faf de Klerk 21 Handré Pollard 22 Willie le Roux 23 Entraîneur Jacques Nienaber |

## Demi-finales

### Argentine - Nouvelle-Zélande
Homme du match :  Jordie Barrett
Points marqués :

Argentine :
- 2 pénalités de Boffelli (5e, 31e)

Nouvelle-Zélande :
- 7 essais de Jordan (11e, 62e, 73e), J. Barrett (16e), Frizell (40e+20, 49e) et Smith (42e)
- 3 transformations de Mo'unga (12e, 43e, 50e)
- 1 pénalité de Mo'unga (31e)

Évolution du score : , 6-20, 
Arbitre :  Angus Gardner
Touche :  Nic Berry /  Karl Dickson 
Vidéo :  Ben Whitehouse (en)
Résumé :
|  |  |

| Argentine Titulaires 15 Juan Cruz Mallía 14 Emiliano Boffelli 13 Lucio Cinti 12 Santiago Chocobares 11 Mateo Carreras 10 Santiago Carreras 9 Gonzalo Bertranou 8 Facundo Isa 7 Marcos Kremer 6 Juan Martín González 5 Tomás Lavanini 4 Guido Petti Pagadizábal 3 Francisco Gómez Kodela 2 Julián Montoya 1 Thomas Gallo Remplaçants 16 Agustín Creevy 17 Joel Sclavi 18 Eduardo Bello 19 Matías Alemanno 20 Rodrigo Bruni 21 Lautaro Bazán 22 Nicolás Sánchez 23 Matías Moroni Entraîneur Michael Cheika |  | Nouvelle-Zélande Titulaires · Beauden Barrett 15 · Will Jordan 14 · Rieko Ioane 13 · Jordie Barrett 12 · Mark Telea 11 · Richie Mo'unga 10 · Aaron Smith 9 · Ardie Savea 8 · Sam Cane 7 · Shannon Frizell 6 · 65e à 75e Scott Barrett 5 · Sam Whitelock 4 · Tyrel Lomax 3 · Codie Taylor 2 · Ethan de Groot 1 · Remplaçants · Samisoni Taukei'aho 16 · Tamaiti Williams 17 · Fletcher Newell 18 · Brodie Retallick 19 · Dalton Papali'i 20 · Finlay Christie 21 · Damian McKenzie 22 · Anton Lienert-Brown 23 · Entraîneur · Ian Foster |

### Angleterre - Afrique du Sud
Homme du match :  Handré Pollard
Points marqués :

Angleterre :
- 4 pénalités de Farrell (3e, 10e, 24e, 39e)
- 1 drop de Farrell (53e)

Afrique du Sud :
- 1 essai de Snyman (69e)
- 1 transformation de Pollard (70e)
- 3 pénalités de Libbok (21e) et Pollard (35e, 78e)

Évolution du score : , 12-6, 
Arbitre :  Ben O'Keeffe
Touche :  Mathieu Raynal /  Paul Williams 
Vidéo :  Brendon Pickerill (en)
Résumé :
|  |  |

| Angleterre Titulaires 15 Freddie Steward 14 Jonny May 13 Joe Marchant 12 Manu Tuilagi 11 Elliot Daly 10 Owen Farrell 9 Alex Mitchell 8 Ben Earl 7 Tom Curry 6 Courtney Lawes 5 George Martin 4 Maro Itoje 3 Dan Cole 2 Jamie George 1 Joe Marler Remplaçants 16 Theo Dan 17 Ellis Genge 18 Kyle Sinckler 19 Ollie Chessum 20 Billy Vunipola 21 Danny Care 22 George Ford 23 Ollie Lawrence Entraîneur Steve Borthwick |  | Afrique du Sud Titulaires Damian Willemse 15 Kurt-Lee Arendse 14 Jesse Kriel 13 Damian de Allende 12 Cheslin Kolbe 11 Manie Libbok 10 Cobus Reinach 9 Duane Vermeulen 8 Pieter-Steph du Toit 7 Siya Kolisi 6 Franco Mostert 5 Eben Etzebeth 4 Frans Malherbe 3 Bongi Mbonambi 2 Steven Kitshoff 1 Remplaçants Deon Fourie 16 Ox Nché 17 Vincent Koch 18 RG Snyman 19 Kwagga Smith 20 Faf de Klerk 21 Handré Pollard 22 Willie le Roux 23 Entraîneur Jacques Nienaber |

## Match pour la3eplace

### Argentine - Angleterre
Homme du match :  Sam Underhill
Points marqués :

Argentine :
- 2 essais de Cubelli (36e) et S. Carreras (42e)
- 2 transformations de Boffelli (37e, 43e)
- 3 pénalités de Boffelli (24e, 50e) et Sánchez (68e)

Angleterre :
- 2 essais de Earl (8e) et Dan (44e)
- 2 transformations de Farrell (9e, 45e)
- 4 pénalités de Farrell (3e, 13e, 30e, 65e)

Évolution du score : 0-3, 0-10, 0-13, 3-13, 3-16, 10-16, 17-16, 17-23, 20-23, 20-26, 23-26
Arbitre :  Nic Berry 
Touche :  Andrew Brace /  Nika Amashukeli 
Vidéo :  Ben Whitehouse (en)
Résumé : Pour cette « petite finale », le sélectionneur de l'Argentine, Michael Cheika, n'opère que trois changements dans son XV de départ par rapport à la demi-finale perdue contre les All Blacks. En deuxième ligne, Pedro Rubiolo est titularisé à la place de Tomás Lavanini, Gonzalo Bertranou est remplacé par Tomás Cubelli au poste de demi de mêlée et le premier centre Santiago Chocobares cède sa place à Jerónimo de la Fuente. Les trois joueurs remplacés quittant la feuille de match.
Coté anglais, Steve Borthwick effectue plusieurs changements. Dans le XV de départ, la première ligne est intégralement changée avec les titularisations d'Ellis Genge, Theo Dan et Will Stuart, en deuxième ligne Ollie Chessum remplace George Martin, désormais hors groupe, et en troisième ligne Sam Underhill prend la place de Courtney Lawes. Au poste de demi de mêlée, Alex Mitchell est remplacé par Ben Youngs tandis qu'Henry Arundell et Marcus Smith sont titularisés à la place d'Elliot Daly et de Jonny May, Freddie Steward étant décalé à l'aile. Sur le banc, Bevan Rodd, David Ribbans et Lewis Ludlam intègrent la feuille de match.
Cette rencontre est la deuxième confrontation de la compétition entre les deux équipes après le premier match de poule qui s'est soldé par une victoire 27 à 10 des Anglais.
En première période, les Anglais dominent et au quart d'heure de jeu, avec une occupation du terrain largement en leur faveur (69 %), ils mènent 13 à 0 grâce à un essai en force de Ben Earl et des points au pied du capitaine Owen Farrell. En fin de première mi-temps, les Argentins se révoltent et parviennent à mettre du rythme et de la vitesse dans leur jeu. Le demi de mêlée Tomás Cubelli réussit à inscrire le premier essai des siens à la 36e minute pour revenir à six points à la mi-temps, 16 à 10 en faveur du XV de la Rose.
De retour des vestiaires, les Pumas continuent sur leur lancée et inscrivent un nouvel essai, par l'intermédiaire de Santiago Carreras, afin de passer devant au score pour la première fois de la rencontre. Cependant, deux minutes après cet essai, Santiago Carreras est contré et permet au talonneur anglais Theo Dan d'inscrire le deuxième essai anglais, les siens repassant devant 23 à 17 à la 45e minute. Une vingtaine de minutes plus tard, après plusieurs pénalités marquées de part et d'autre, les Argentins ne sont qu'à trois points des Anglais (23 à 26) mais malgré plusieurs balles de match en leur faveur, dont une pénalité en position favorable manquée par Nicolás Sánchez à la 75e, l'équipe d'Angleterre s'impose sur ce score de 26 à 23 et termine à la troisième place de la Coupe du monde.
Les Anglais, vainqueurs de la Coupe du monde 2003 et finalistes en 1991, 2007 et 2019, décrochent leur première médaille de bronze dans la compétition après leur revers en 1995, 19 à 9 contre la France, à ce stade de la compétition,.
Grâce à ses 24 plaquages, dont 15 à la mi-temps, ainsi que deux grattages réussis, le troisième ligne aile anglais Sam Underhill est élu homme du match.
| Argentine | Angleterre |

| Argentine Titulaires 15 Juan Cruz Mallía 14 Emiliano Boffelli 13 Lucio Cinti 12 Jerónimo de la Fuente 11 Mateo Carreras 10 Santiago Carreras 9 Tomás Cubelli 8 Facundo Isa 7 Marcos Kremer 6 Juan Martín González 5 Pedro Rubiolo 4 Guido Petti Pagadizábal 3 Francisco Gómez Kodela 2 Julián Montoya 1 Thomas Gallo Remplaçants 16 Agustín Creevy 17 Joel Sclavi 18 Eduardo Bello 19 Matías Alemanno 20 Rodrigo Bruni 21 Lautaro Bazán 22 Nicolás Sánchez 23 Matías Moroni Entraîneur Michael Cheika |  | Angleterre Titulaires Marcus Smith 15 Freddie Steward 14 Joe Marchant 13 Manu Tuilagi 12 Henry Arundell 11 Owen Farrell 10 Ben Youngs 9 Ben Earl 8 Sam Underhill 7 Tom Curry 6 Ollie Chessum 5 Maro Itoje 4 Will Stuart 3 Theo Dan 2 Ellis Genge 1 Remplaçants Jamie George 16 Bevan Rodd 17 Dan Cole 18 David Ribbans 19 Lewis Ludlam 20 Danny Care 21 George Ford 22 Ollie Lawrence 23 Entraîneur Steve Borthwick |

## Finale

### Nouvelle-Zélande - Afrique du Sud
Homme du match :  Pieter-Steph du Toit
Points marqués :

Nouvelle-Zélande :
- 1 essai de B. Barrett (58e)
- 2 pénalités de Mo'unga (17e, 38e)

Afrique du Sud :
- 4 pénalités de Pollard (3e, 13e, 19e, 34e)

Évolution du score : , 0-3, 0-6, 3-6, 3-9, 3-12, 6-12, 11-12
Arbitre :  Wayne Barnes 
Touche :  Karl Dickson /  Matthew Carley 
Vidéo :  Tom Foley
Résumé : Pour cette rencontre, la Nouvelle-Zélande n'opère qu'un seul changement par rapport à la demi-finale contre l'Argentine, la titularisation de Brodie Retallick à la place de Sam Whitelock qui prend place sur le banc.
Du côté de l'Afrique du Sud, les changements sont en nombre avec les titularisations de Faf de Klerk et d'Handré Pollard au détriment respectivement de Cobus Reinach et Manie Libbok qui ne figurent pas sur la feuille de match. Pour les remplaçants, le staff sud-africain décide de mettre en place un banc comprenant sept avants et un seul arrière en la personne de Willie le Roux. Les changements sur le banc impliquent Trevor Nyakane, Jean Kleyn et Jasper Wiese qui n'ont pas disputé la demi-finale contre l'Angleterre.
Au bout de trois minutes de jeu le talonneur sud-africain Bongi Mbonambi se retrouve au sol, blessé, à la suite d'un déblayage illicite dans un ruck de la part de Shannon Frizell. L'arbitre de la rencontre Wayne Barnes arrête le jeu, regarde la vidéo et inflige un carton jaune, en demandant le bunker, au troisième ligne aile néo-zélandais. La pénalité se trouvant à trente mètres des poteaux, Handré Pollard la tente et inscrit les premiers points de la partie, 3-0 en faveur des champions du monde en titre. Mbonambi fait sa sortie à la suite de sa blessure et est remplacé par Deon Fourie. Aux alentours de la douzième minute, les Springboks, de retour dans le camp adverse, obtiennent une nouvelle pénalité à 22 mètres en face des poteaux à la suite d'une faute au sol de Codie Taylor. Pollard en profite pour inscrire trois nouveaux points et porte le score à 6-0 pour les siens. Le carton jaune de Frizell reste un jaune et ce dernier fait ensuite son retour dix minutes après sa faute. De retour à quinze contre quinze, les Blacks mettent la main sur le ballon et parviennent à obtenir une pénalité, qui est transformé par Richie Mo'unga à la dix-septième minute, réduisant le score à 6-3. Seulement deux minutes plus tard, Ardie Savea est coupable d'un grattage illicite et est sanctionné d'une pénalité, les Sud-Africains choisissent de prendre les points à un peu plus de cinquante mètres en coin et Pollard continue son sans-faute en portant le score à 9-3 pour son équipe. Pendant les dix minutes suivantes, les Néo-Zélandais remettent la main sur le ballon et intègrent le camp adverse mais Wayne Barnes fait de nouveau appel à la vidéo pour vérifier un plaquage haut du capitaine All Blacks Sam Cane sur Jesse Kriel. L'arbitre juge le geste trop haut et inflige un second carton jaune en demandant de nouveau le bunker. Quelques minutes plus tard, en supériorité numérique, les Springboks, par l'intermédiaire de Damian Willemse, tentent un drop d'une distance de cinquante mètre mais celui-ci est raté. Peu de temps après cette tentative, il est annoncé que le carton jaune de Sam Cane se transforme en un carton rouge à la suite de la décision de l'arbitre vidéo qui a considéré que le plaquage valait cette sanction, le capitaine néo-zélandais laisse ses coéquipiers à quatorze pour le reste de la rencontre. Au même moment, Steven Kitshoff obtient une pénalité à la suite d'un grattage dans les quinze mètres néo-zélandais. Pollard tente alors la pénalité et accroit l'écart de trois points supplémentaires, 12 à 3 pour l'Afrique du Sud. Peu de temps avant la mi-temps, les All Blacks inscrivent une seconde pénalité grâce à Mo'unga qui réduit l'écart à 12-6, score à la pause.
Pour le début de ce second acte, l'arrière des Boks, Damian Willemse, tente un nouveau drop du milieu de terrain mais échoue encore une fois. À la quarante-sixième minute, Ardie Savea se fait soigner au nez, les arbitres de la rencontre décident de visionner la vidéo pour déterminer s'il y a eu un contact sanctionnable à l'encontre de ce dernier, ils infligent finalement un carton jaune à l'encontre du capitaine adverse Siya Kolisi tout en demandant un nouveau bunker. Pendant cette supériorité numérique pour la Nouvelle-Zélande, ils inscrivent un essai après une percée de Mo'unga, cependant celui-ci est annulé à la suite d'un en-avant au début de l'action. La sanction à l'encontre de Kolisi reste la même et il fait son retour sur le terrain après avoir purgé sa suspension. Les All Blacks ont toujours la main sur le ballon et progressent dans le camp adverse, ils sont enfin récompensés après une très longue passe sautée de Jordie Barrett pour Mark Telea qui retrouve Beauden Barrett qui inscrit le premier essai de la partie à la cinquante-huitième minute. La transformation en coin est manquée par Mo'unga mais le score n'est plus que de 12 à 11 pour l'Afrique du Sud. Les quinze minutes suivantes voient de nombreux changements être opérés par les deux équipes et un jeu plus haché. À la soixante-douzième minute, Cheslin Kolbe tente le troisième drop de la partie du milieu de terrain, celui-ci est encore une fois manqué. Une minute plus tard, ce dernier est coupable d'un en-avant volontaire alors que les All Blacks viennent de remonter 80 mètres, il écope d'un carton jaune et les deux équipes se retrouvent à quatorze contre quatorze jusqu'à la fin de la rencontre. Après cette faute, Jordie Barrett tente la pénalité en coin mais le ballon ne passe pas entre les perches. En fin de match, les Néo-Zélandais progressent jusque dans les 22 mètres adverses mais commettent un en-avant, plusieurs mêlées sont jouées mais l'Afrique du Sud récupère le ballon et le dégage hors du terrain : ils sont champions du monde pour la deuxième fois d'affilée ainsi que pour la quatrième fois de leur histoire, devenant l'équipe la plus titrée de la compétition désormais,,.
| Nouvelle-Zélande | Afrique du Sud |

| Nouvelle-Zélande Titulaires 15 Beauden Barrett 14 Will Jordan 13 Rieko Ioane 12 Jordie Barrett 11 Mark Telea 10 Richie Mo'unga 9 Aaron Smith 8 Ardie Savea 7 Sam Cane 6 Shannon Frizell 5 Scott Barrett 4 Brodie Retallick 3 Tyrel Lomax 2 Codie Taylor 1 Ethan de Groot Remplaçants 16 Samisoni Taukei'aho 17 Tamaiti Williams 18 Nepo Laulala 19 Sam Whitelock 20 Dalton Papali'i 21 Finlay Christie 22 Damian McKenzie 23 Anton Lienert-Brown Entraîneur Ian Foster |  | Afrique du Sud Titulaires Damian Willemse 15 Kurt-Lee Arendse 14 Jesse Kriel 13 Damian de Allende 12 Cheslin Kolbe 11 Handré Pollard 10 Faf de Klerk 9 Duane Vermeulen 8 Pieter-Steph du Toit 7 Siya Kolisi 6 Franco Mostert 5 Eben Etzebeth 4 Frans Malherbe 3 Bongi Mbonambi 2 Steven Kitshoff 1 Remplaçants Deon Fourie 16 Ox Nché 17 Trevor Nyakane 18 Jean Kleyn 19 RG Snyman 20 Kwagga Smith 21 Jasper Wiese 22 Willie le Roux 23 Entraîneur Jacques Nienaber |